# Tranquilino Sandalio de Noda
Tranquilino Sandalio de Noda Martínez, notable sabio naturalista, geográfo, agrimensor,  agrónomo, periodista y ensayista cubano. Nació en Puerta de la Güira, actual municipio de Artemisa, provincia de igual nombre, entonces perteneciente a la Jurisdicción de Guanajay, el 3 de septiembre de 1808, y falleció en San Antonio de los Baños, el 23 de mayo de 1866.

## Formación autodidacta
Creció en las estribaciones de la Sierra del Rosario en una hacienda llamada San José de Manantiales en las cercanías de la actual Soroa. Vivió en diferentes etapas de su vida en varias haciendas de Vueltabajo (actuales provincias de Pinar del Río y Artemisa (cerca del propio pueblo de Pinar del Río, San Diego de los Baños, San Andrés, Galafre), en La Habana y en San Antonio de los Baños, en sus últimos años.
Fue agrimensor, agrónomo y geográfo de formación fundamentalmente autodidacta. Tuvo acceso a la biblioteca de un emigrado francés y al asesoramiento del agrónomo José María Dau, en cuya vivienda recibió lecciones de gramática, aritmética, álgebra y latín, desde 1823, y ya en 1824 entrante lo auxiliaba en la medición de tierras. Se presentó a la Comisión de Examen y alcanzó el título de agrimensor, en 1832, también el de agrimensor titular de la Academia Pretorial, en 1840.

## Obra profesional
Desde temprana edad se aficionó a la medición de terrenos y caminos. Elaboró el mapa topográfico de la región occidental de Cuba (llamada entonces Vueltabajo), al oeste de la ciudad de La Habana. Exploró la Sierra del Rosario y los mogotes de la Sierra de los Órganos, y su sistema cavernario. Fue el primer explorador conocido del Pan de Guajaibón, la mayor altura del occidente cubano. Exploró y describió las costas de Pinar del Río y dibujó mapas de muchas haciendas de Vueltabajo. Elaboró el "Proyecto General de Caminos de Vueltabajo” e “Itinerarios para vapores”. Fue el descubridor en 1831 de los peces ciegos en las cavernas del sur de La Habana, de nombre común: cusk-eel, de etimología: Fugere lucem (L). Hizo el primer reporte de Amblyopsis spelaea. Colaboró con Felipe Poey en el aseguramiento de los especímenes que este usó en su primera descripción publicada.
Se dedicó al estudio de diferentes cultivos agrícolas. En 1829, la Sociedad Económica de Amigos del País premió su Memoria sobre las causas que producen la alternación de cosechas en el café, y lo eligió Socio de Mérito. En 1831, premió su trabajo "Memoria sobre el modo de exterminar la hormiga bibijagua".
Como figura pública ocupó la jefatura de la oficina de Estadística del gobierno colonial de la isla de Cuba en 1852, hasta su muerte en 1866.

## Obra literaria
Fue además políglota y traductor al español de obras literarias desde el inglés, el francés y el griego. Comprendió varias lenguas africanas habladas por los esclavos en Cuba y confeccionó un diccionario del idioma Congo. Trabajó además en un diccionario inacabado de la lengua Siboney (Ciboney se escribía entonces) que se considera perdido. A Noda se le atribuye por Esteban Pichardo una influencia decisiva en el asentamiento de la ortografía de la ciudad y provincia de Pinar del Río, en lugar de "Pinal" del Río.
Entre su obras literarias se cuentan relatos de viajes (“La excursión al Guajaibón”) escenas costumbristas y leyendas folklóricas (“Tradiciones Cubanas” publicada en 1843; “Cartas a Silvia”), novelas (“El Cacique de Guajaba”) y poemas.